# NationStates
《NationStates》是一款政府模拟游戏，它也是一款网页游戏。它由作家马克斯·巴里创建。玩家可以在此游戏创建自己的虚拟国家。該遊戲于2002年11月13日发行。截至2023年6月23日，此网站已有超过864万个虚拟国家。